# Auvillar
Auvillar – miejscowość i gmina we Francji, w regionie Oksytania, w departamencie Tarn i Garonna.
Według danych na rok 1990 gminę zamieszkiwało 921 osób, a gęstość zaludnienia wynosiła 59 osób/km² (wśród 3020 gmin regionu Midi-Pyrénées Auvillar plasuje się na 362. miejscu pod względem liczby ludności, natomiast pod względem powierzchni na miejscu 737.).